# Agustín Pedro Justo
Agustín Pedro Justo (Concepció de l'Uruguai, província d'Entre Ríos, 26 de febrer de 1876 – Buenos Aires, 11 de gener de 1943) fou un militar, diplomàtic i polític argentí, que va usurpar la presidència de la Nació entre 1932 i 1938; la seva època es va denominar com la Dècada Infame a causa de la corrupció que hi hagué al país.
Va ser elegit president el 8 de novembre de 1931, recolzat per la dictadura militar governant i els sectors polítics que integraran poc després la Concordança, aliança formada pel Partit Demòcrata Nacional, la Unió Cívica Radical Antipersonalista i el Partit Socialista Independent. Sobre les eleccions que ho van consagrar va pesar l'acusació de frau electoral —l'anomena’t frau patriòtic va ser un sistema de control establert entre 1931 i 1943, mitjançant el qual els sectors conservadors van buscar evitar l'accés del radicalisme al poder —, i va tenir durant el seu govern la persistent oposició dels sectors yrigoyenistes de la Unió Cívica Radical.
La destacada labor diplomàtica del seu canceller, Carlos Saavedra Lamas, va resultar un dels majors assoliments del seu mandat, esquitxat per constants acusacions de corrupció i d'haver lliurat l'economia nacional als capitals estrangers, en particular els britànics, amb els quals el seu vicepresident va subscriure el pacte Roca-Runciman.
El 20 de febrer de 1938 va entregar la banda presidencial a Roberto Ortiz, i es va retirar a la vida privada. Va deixar a la història un Estudi preliminar per a les obres completes de Bartolomé Mitre, a qui admirava profundament.
El seu nom va sonar com candidat a un nou període durant l'accidentat govern de Ramón Castillo, però la seva prematura mort, als 66 anys, va frustrar les seves esperances.